# DAFNE
DAFNE, Double Annular Factory for Nice Experiments (Fabbrica a doppio anello per esperimenti accurati, reso come DAΦNE), è un acceleratore di particelle sito presso i Laboratori nazionali di Frascati dell'Istituto Nazionale di Fisica Nucleare. La sua peculiarità è che si tratta di un acceleratore di elettroni-positroni. È uno degli unici due sincrotroni presenti in Italia, l'altro è Elettra (nel complesso di ricerca AREA Science Park di Trieste)

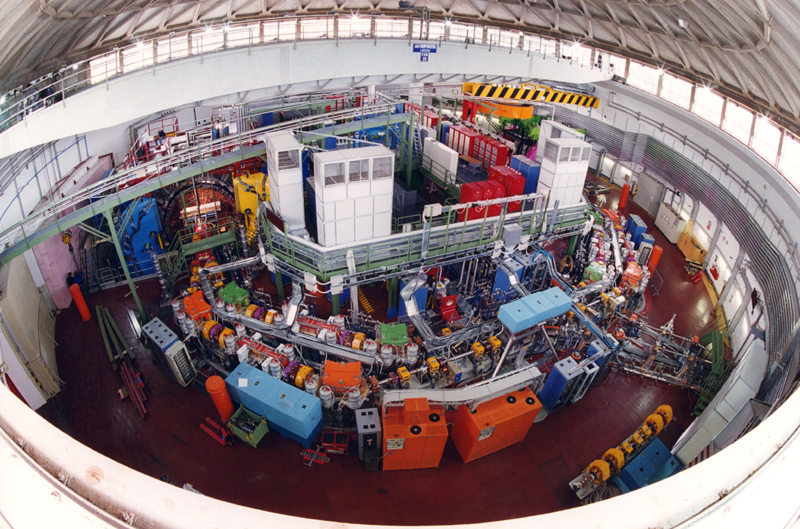
DAΦNE

## Descrizione
Il principale proposito di DAFNE e del suo esperimento KLOE è lo studio della violazione della simmetria fondamentale CP attraverso il comportamento dei mesoni K, provenienti dal decadimento di mesoni Φ. L'acceleratore DAFNE è entrato in funzione nel 1999 e nel 2000 ha iniziato a raccogliere i primi dati con l'esperimento KLOE. All'epoca fu il primo di un'importante serie di acceleratori, chiamati "Factory" (fabbriche di particelle), ad entrare in funzione nel mondo. Seguirono infatti PEPII presso lo Stanford Linear Accelerator Center (SLAC) in California e KEKB presso l'High Energy Accelerator Research Organization in Giappone.
Le "Factory" sono una famiglia di acceleratori dedicati allo studio accurato (ovvero con alta statistica) di eventi parzialmente noti. In questi acceleratori il parametro fondamentale che tiene conto della capacità di produrre eventi è detto luminosità: la luminosità moltiplicata per la sezione d'urto del processo che si vuole studiare ci fornisce la frequenza degli eventi che l'acceleratore è in grado di produrre.
Negli anni, oltre a KLOE, si sono alternati esperimenti dedicati allo studio della interazione forte e della fisica nucleare quali DEAR e FINUDA. Dal 2008 DAFNE ospita l'esperimento SIDDHARTA per lo studio degli atomi esotici e l'importante test per lo studio dell'ottica con largo angolo di Piwinski, e la correzione delle relative instabilità tramite l'introduzione di opportuni magneti sestupolari attorno alla zona di interazione (Crab Waist Correction). Quest'ultimo studio è di particolare interesse nel panorama della fisica degli acceleratori e della fisica delle particelle elementari odierna, poiché permetterà di costruire acceleratori con luminosità fino 50 volte più intensi degli attuali, permettendo così di studiare eventi sempre più rari, aprendo nuove porte oltre il modello standard; grazie a questi studi dal 2007 in questo acceleratore viene sviluppato e sperimentato con successo per la prima volta al mondo, il nuovo metodo di collisione,  chiamato “Crab Waist Collision Scheme”, che ha consentito di migliorare considerevolmente le prestazioni dell’acceleratore rendendo più efficienti le collisioni tra elettroni e positroni.
Il complesso DAFNE dispone anche di una linea di test per rivelatori la DAFNE Beam-Test Facility (BTF), e tre linee di luce di sincrotrone, DAFNE-L, nell'infrarosso e nella regione dell'X morbido.

## Funzionamento
I fasci di elettroni e positroni ad alta intensità circolano in 2 anelli lunghi circa 100 m, in condizioni di alto vuoto (≈1×10−12 atm), incrociandosi al centro di un rivelatore.
Le collisioni, con un'energia di 1 GeV ,  generano mesoni Φ, al ritmo di 300 al secondo.
Con 2×1010 positroni ed elettroni per pacchetto, una frequenza di collisione di 3×1010/s e sezioni trasversali dei pacchetti di 1mm × 1 µm l'acceleratore ha una luminosità di 1×1032/(cm2 s).